# Lappula patula
Lappula patula là loài thực vật có hoa trong họ Mồ hôi. Loài này được (Lehm.) Asch. ex Gürke mô tả khoa học đầu tiên năm 1897.